# Gorzyce (gmina w województwie bydgoskim)
Gorzyce (do 1954 Żarczyn) – dawna gmina wiejska istniejąca w latach 1973–1976 w woj. bydgoskim (dzisiejsze woj. kujawsko-pomorskie). Siedzibą władz gminy były Gorzyce.
Gmina została utworzona w dniu 1 stycznia 1973 roku w woj. bydgoskim (powiat żniński). W jej skład weszło 11 sołectw: Brzyskorzystew, Dochanowo, Dziewierzewo, Gorzyce, Górki Zagajne, Nadborowo, Paryż, Podobowice, Sielec, Słabomierz i Żarczyn.
1 czerwca 1975 gmina znalazła się w nowo utworzonym mniejszym woj. bydgoskim.
15 stycznia 1976 roku gmina została zniesiona a jej obszar włączony do gmin:
- Kcynia (obszary sołectw: Dziewierzewo, Górki Zagajne i Żarczyn),
- Żnin (obszary sołectw: Brzyskorzystew, Dochanowo, Gorzyce, Nadborowo, Podobowice, Paryż, Sielec i Słabomierz).